# Sciara frequens
Sciara frequens är en tvåvingeart som beskrevs av Frederick Askew Skuse 1888. Sciara frequens ingår i släktet Sciara och familjen sorgmyggor. Inga underarter finns listade i Catalogue of Life.